# Bacco e Arianna (Pittoni Louvre)
Bacco e Arianna è un dipinto realizzato indicativamente nel 1723 da Giambattista Pittoni, nella collezione del Museo del Louvre di Parigi.

## Descrizione
La coppia "Bacco e Arianna" è correlata con il dipinto di  "Venere e Marte" di Pittoni, sempre nella collezione del Louvre, anche se di più piccola dimensione. Le opere di minori dimensioni risultano le più preziose per la cura del Pittoni nelle medesime.
Le figure per le sue forme generali richiamano la "Rachele" di Pittoni, mentre il nudo di Arianna richiama la "Susanna" di Pittoni.
Le stesure sono morbide e ben definite.